# 2012年ロンドンオリンピックのフィジー選手団
2012年ロンドンオリンピックのフィジー選手団（2012ねんロンドンオリンピックのフィジーせんしゅだん）は、2012年7月27日から8月12日までイギリスのロンドンで開催されたロンドンオリンピックフィジー選手団の名簿。

## 選手団
- 人員: 選手 9人
- 開会式旗手: ジョサテキ・ナウル

## 種目別選手・スタッフ名簿及び成績

### アーチェリー
- ロブ・エルダー（男子個人）第1回戦敗退

### 陸上競技
- レスリー・コープランド（男子やり投げ）80.19m 予選敗退
- Danielle Alakija（女子400m）56秒77 予選敗退

### 柔道
- ジョサテキ・ナウル（男子81kg級）第2回戦敗退

### 射撃
- Glenn Kable（男子クレー・トラップ）予選敗退

### 競泳
- Paul Elaisa（男子100m自由形）54秒87 予選敗退
- Matelita Buadromo（女子100m平泳ぎ）1分16秒33 予選敗退

### ウエイトリフティング
- Manueli Tulo（男子56kg級）13位
- マリア・リク（女子63kg級）8位